# Iglesia de San Rafael (Ciudad de México)
La Iglesia de San Rafael Arcángel y San Benito Abad es una Rectoría que se encuentra en la Colonia del mismo nombre en la Delegación Cuauhtémoc, en la Ciudad de México.
Esta Rectoría se encuentra dentro del territorio parroquial de la Parroquia de San Cosme y Damián, que a su vez pertenece a la Segunda Vicaría Episcopal de la Arquidiócesis Primada de México.
La Iglesia de San Rafael cuenta con más de cien años de existencia. y fue fundada por monjes provenientes de la Abadía de Santo Domingo de Silos, ubicada en Burgos, España.
El primer motivo de la fundación era el proyecto de formación de un monasterio benedictino, pero tan solo la geografía no lo permitía por enclavarse en una zona céntrica del Distrito Federal.
El templo ha sufrido modificaciones por los cambios realizados a partir del Concilio Vaticano II. Pero conserva aún notorios y muy bellos acabados originales de su construcción original. Claro ejemplo una pintura de gran tamaño ubicada en la parte superior central que representa a San Benito Abad cuando su alma está a punto de ascender al Cielo.
- Datos: Q5911247